# Rebosamiento por ebullición

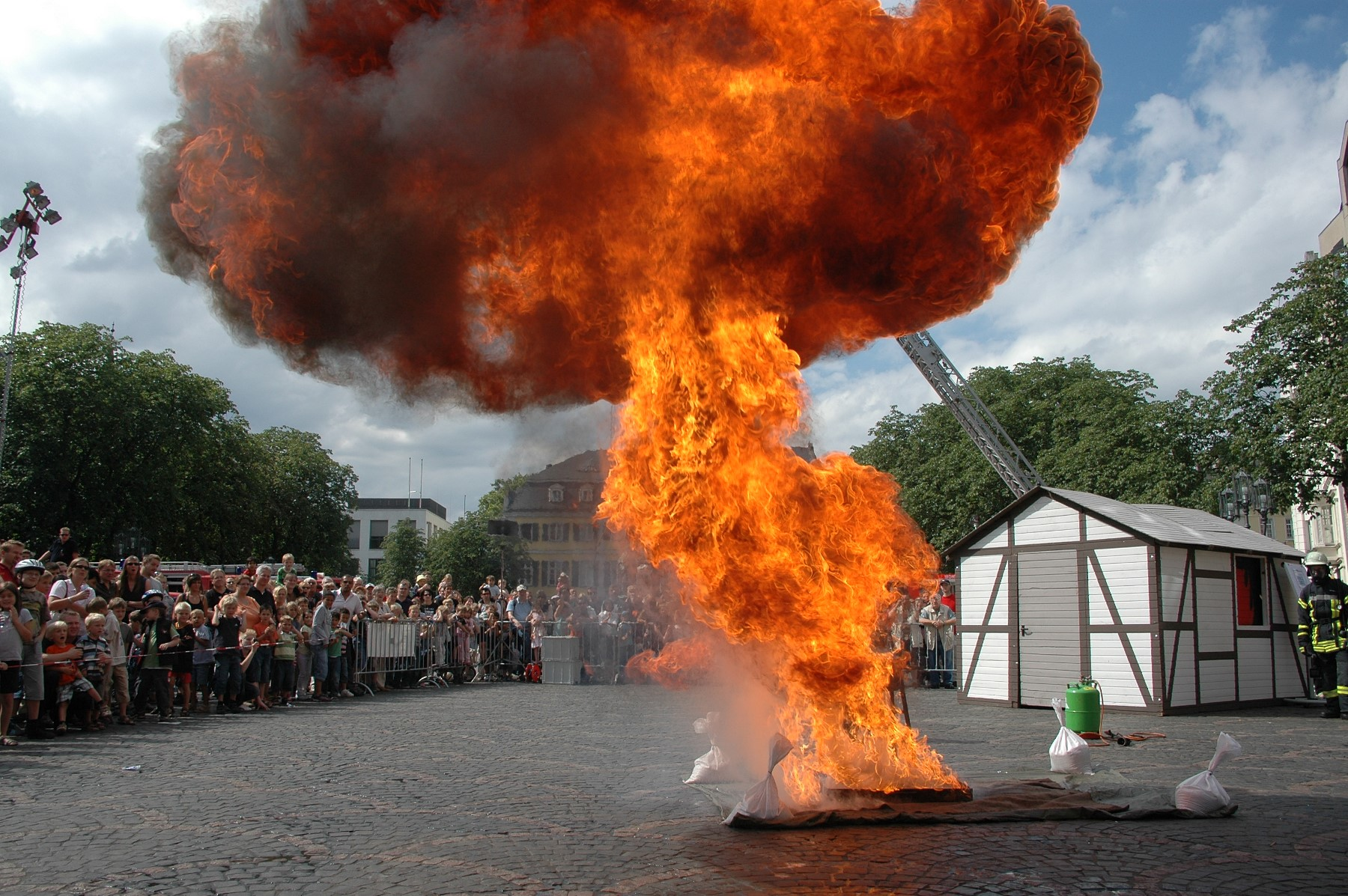
Manifestación de una gran explosión en el marco del “Día de los Bomberos” en Bonn. A 1 litro de grasa para cocinar quemada se añadieron aproximadamente 0,2 litros de agua.

Se denomina rebosamiento por ebullición (boilover en inglés) al rebosamiento de un líquido combustible incendiado, generalmente petróleo crudo (o cualquier combustible aceitoso), cuya densidad y punto de ebullición son inferior y superior, respectivamente, a las del agua, lo cual produce la ebullición brusca del agua situada bajo el líquido combustible.                             

## Comportamiento
Por el calor producido en la inflamación del líquido combustible, generalmente petróleo, se generan residuos viscosos, cuya densidad es mayor a la del líquido que está ardiendo, y cuyo punto de ebullición es mayor que el del agua (a más de ser insoluble en esta última). Estos residuos al llegar a una capa de agua provocan la ebullición brusca de ésta, generando vapor que expulsa violentamente el líquido incendiado.
Para una mejor compresión de este fenómeno podemos ejemplificar un frente calórico (onda caliente) que desciende cuando un tanque de petróleo crudo está incendiado, y hace contacto con el agua contenido en el fondo de este (normalmente el petróleo tiene cierta cantidad de agua, que se deposita hacia el fondo del tanque que lo contiene), evaporándola muy rápidamente (cada partícula de agua al evaporarse se expande 1700 veces su volumen), lo que ocasiona gran presión la cual empuja violentamente el crudo hacia arriba, ya que ésta es la salida más frágil, expulsando el crudo ardiendo, a una distancia que puede alcanzar 100 metros o más.

### Características
Las características primordiales para que se produzca el fenómeno de rebosamiento por ebullición (boiling over) son: 
1. Que el tanque no tenga techo, o el mismo haya sido desprendido después de una explosión de los gases del crudo contenido.
2. Que el crudo contenido sea de un API adecuado.
3. Presencia de agua en el fondo del tanque.

Como medida preventiva para evitar el peligro de rebosamiento por ebullición (boiling over), debe de existir un programa de drenaje continuo del agua contenida en los tanques y mantener el tanque bajo el cumplimiento estricto de las normas, para evitar una mezcla rica de oxígeno, calor y vapor y evitar toda posibilidad de explosión, principalmente por efecto de descargas eléctricas.

## Rebosamiento superficial
El rebosamiento superficial (slop over) es un fenómeno que puede producirse en el transcurso de la lucha contra incendios en un líquido viscoso, al introducir agua o espuma bajo la superficie caliente de un líquido incendiado. En este caso, la evaporación súbita del agua aplicada origina el rebosamiento del líquido incendiado como en el boil over, aunque con menor violencia.

Dentro de los fenómenos físico-químicos en incendios los “rebosamientos” de líquidos combustibles tienen ganada su reputación:
Existen tres mecanismos de rebosamientos dependiendo de ciertas causas y circunstancias.
- Rebosamiento por ebullición: Boilover (más peligroso)
- Rebosamiento superficial: Slopover
- Rebosamiento espumoso: Frothover

- Datos: Q1409197
- Multimedia: Chip-pan fires / Q1409197